# National Maritime Museum
Het National Maritime Museum (NMM) in Greenwich (Londen) is het nationale scheepvaartmuseum van Groot-Brittannië. Het NMM is het grootste scheepvaartmuseum van het land en mogelijk het grootste ter wereld.
Samen met onder ander het Koninklijk Observatorium van Greenwich vormt het NHM deel van het museumcomplex tussen de Theems en Greenwich Park. De musea, sinds 2012 formeel aangeduid als de Royal Museums Greenwich, staan sinds 1997 op de Werelderfgoedlijst van UNESCO als Maritime Greenwich. Het complex omvat de voormalige koninklijke residentie Queen's House (1614-1617) en het oorspronkelijke gebouw van het Koninklijke Observatorium, Flamsteed House (1675-76).

## Collectie
De collectie omvat meer dan 2 miljoen voorwerpen, waaronder schilderijen (marines), kaarten, documenten, scheepsmodellen en meetinstrumenten. Het museum heeft de grootste bibliotheek gerelateerd aan scheepvaart, met zo'n 100.000 boeken. De portretgalerij van het museum is het grootste van het Verenigd Koninkrijk na de National Portrait Gallery.
De verzameling bevat ook enkele controversiële kunstvoorwerpen die uit Duitsland werden meegenomen na het einde van de Tweede Wereldoorlog. Dit is volgens sommige critici geplunderde kunst, maar volgens het museum zelf gaat het om oorlogstrofeeën. Specifiek ging het om een schilderij van de Duitse schilder Claus Bergen.

## Geschiedenis
Het museum werd gevestigd, met een wet die in 1934 aangenomen werd, in de voormalige gebouwen van de Royal Hospital School in Greenwich. Het waren vooral donaties van de reder James Caird die het museum mogelijk maakten. Koning George VI, vergezeld door zijn dochter, prinses Elizabeth, opende het museum op 27 april 1937.
In de jaren 1990 werden de hoofdgalerijen van het museum gerenoveerd, en in 2001 werd Queen's House ingericht als belangrijkste gebouw voor de kunstcollectie van het museum. In 2008 kreeg het museum een donatie van 20 miljoen pond van de Israëlische reder Sammy Ofer voor een nieuwe vleugel.

## Afbeeldingen

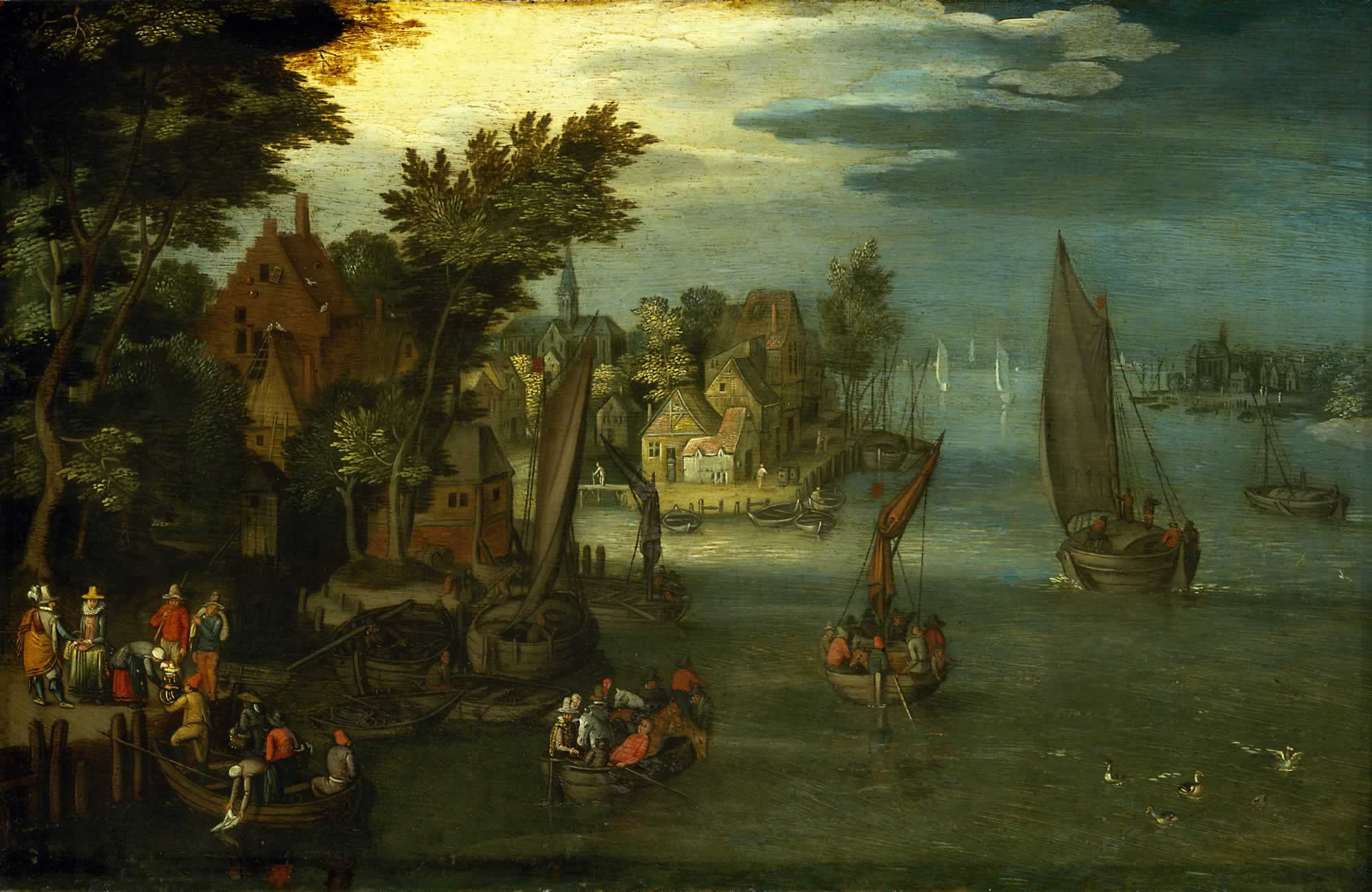
Jan Brueghel de Oude: Een drukke rivierscène met bootjes en een veerboot
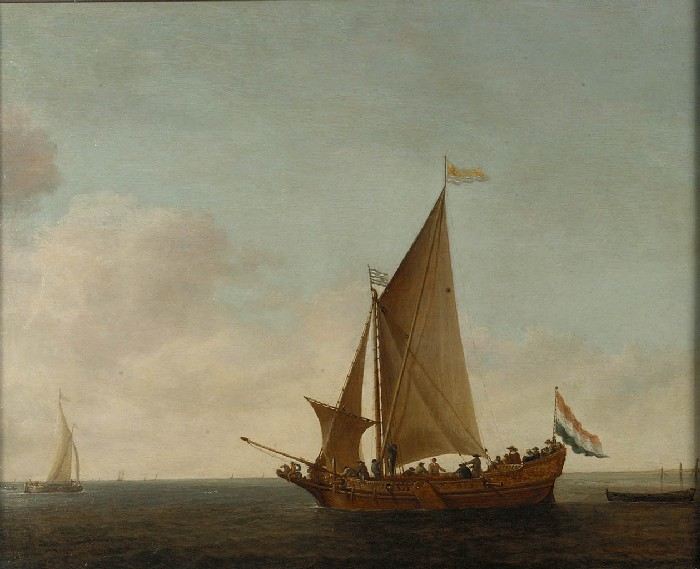
Simon de Vlieger: Een Nederlands zeilschip uit Zeeland
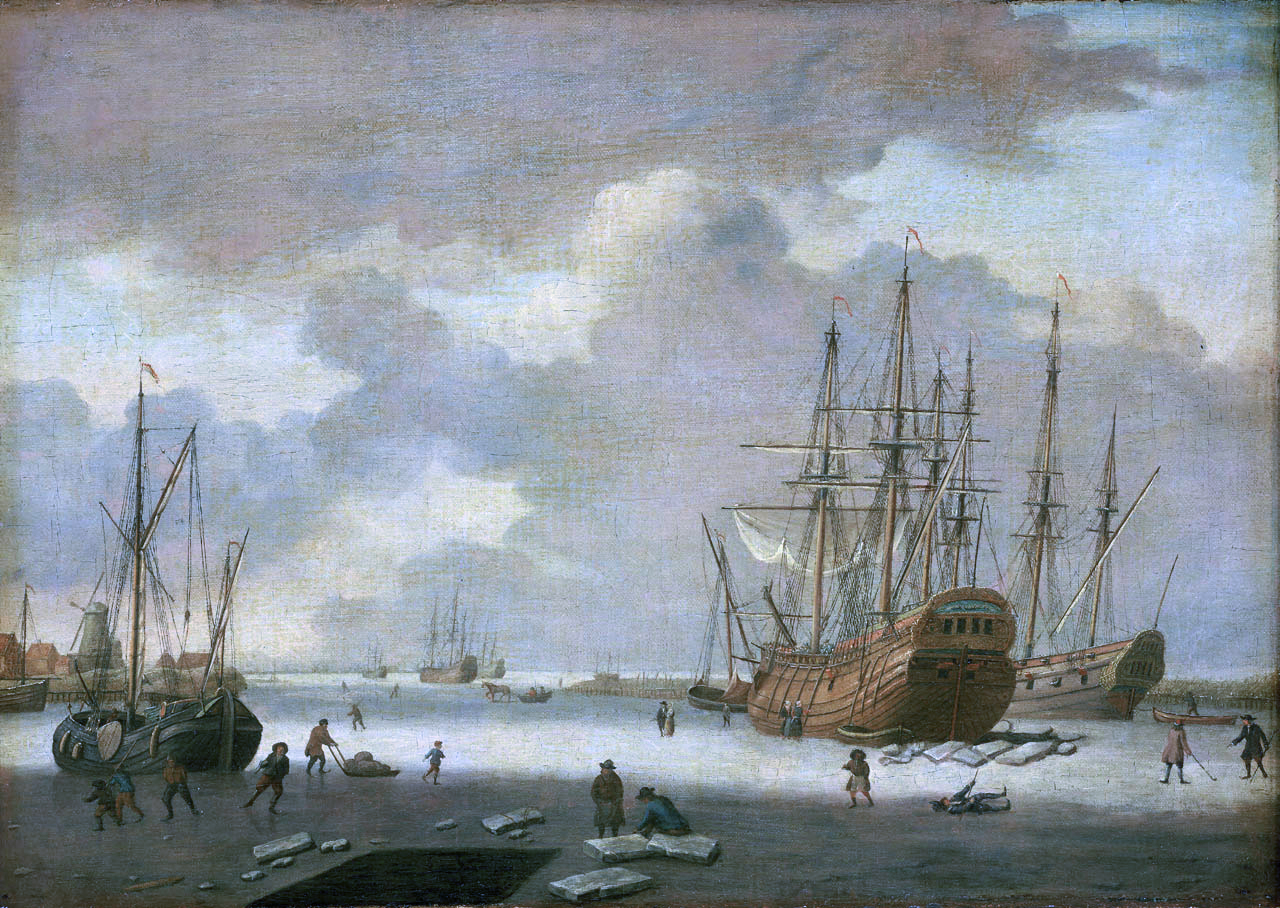
Adam Silo: Een Nederlandse walvisvanger en andere schepen zitten vast in het ijs
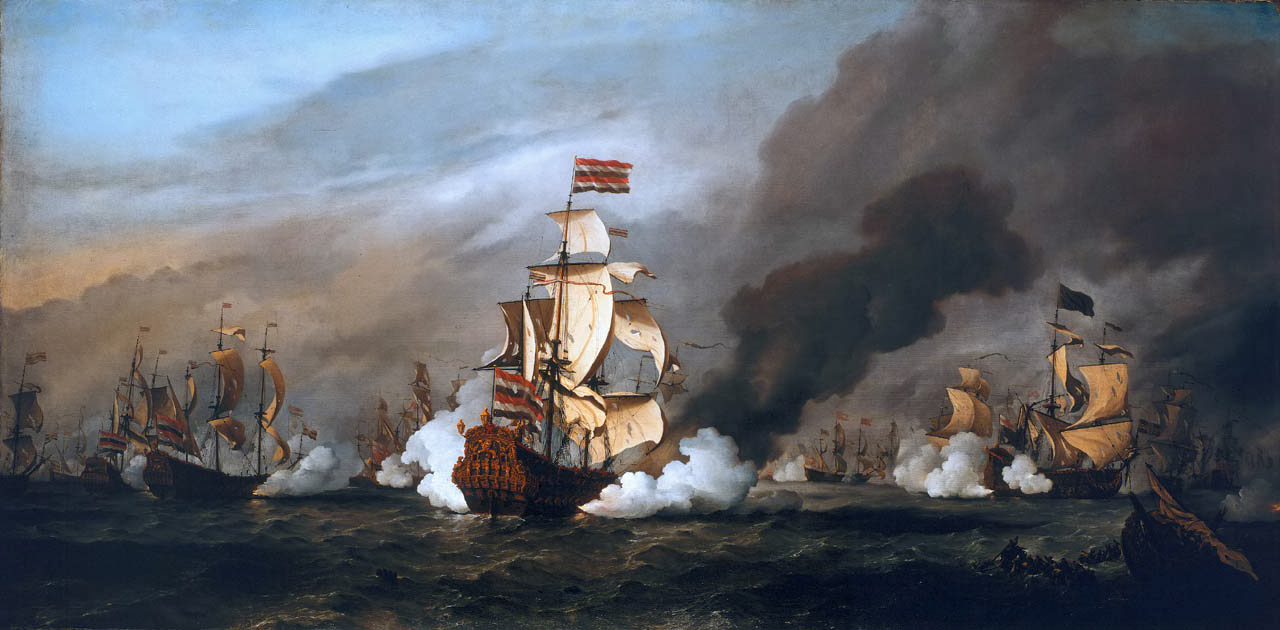
Willem van de Velde de Jonge: De Slag bij Texel